# ليا بيلز
ليا مارلي بيلز (ولدت في 9 نوفمبر 1964 في فانكوفر ، كولومبيا البريطانية ) هي متقاعدة من سباقات المضمار والميدان الرياضي من كندا حيث شارك في المسافات المتوسطة واحتلت مرة المركز الأول في العالم في 1500 متر.  ومثلت كندا في ثلاث دورات أولمبية صيفية متتالية من 1992 إلى 2000. حجزت بيلز المركز الرابع في سباق 1500 متر في أتلانتا . كما فازت بالميدالية الفضية في سباق 1500 متر نساء في دورة ألعاب بان أمريكا عام 1999 في وينيبيغ .

## روابط خارجية
- ليا بيلز على موقع الاتحاد الدولي لألعاب القوى (الإنجليزية)
- ليا بيلز على موقع الاتحاد الكندي لألعاب القوى (الإنجليزية)
- ليا بيلز على موقع اللجنة الأولمبية الدولية (الإنجليزية)
- ليا بيلز على موقع أوليمبيديا (الإنجليزية)
- ليا بيلز على موقع اللجنة الأولمبية الكندية (الإنجليزية)
- ليا بيلز على موقع اتحاد ألعاب الكومنولث (مؤرشف) (الإنجليزية)
- ليا بيلز على موقع قاعة كولومبيا البريطانية للمشاهير الرياضية (الإنجليزية)